# Ньюберн (Алабама)
Ньюберн (англ. Newbern) — місто (англ. town) в США, в окрузі Гейл штату Алабама. Населення — 133 особи (2020).

## Географія
Ньюберн розташований за координатами 32°35′27″ пн. ш. 87°32′9″ зх. д. / 32.59083° пн. ш. 87.53583° зх. д. (32.590799, -87.535765).  За даними Бюро перепису населення США в 2010 році місто мало площу 3,02 км², з яких 3,01 км² — суходіл та 0,01 км² — водойми.

## Демографія
Згідно з переписом 2010 року, у місті мешкало 186 осіб у 81 домогосподарстві у складі 56 родин. Густота населення становила 62 особи/км².  Було 84 помешкання (28/км²).
Расовий склад населення:
| - 67,2 % — чорних або афроамериканців - 31,7 % — білих - 1,1 % — осіб інших рас |

До двох чи більше рас належало 0,0 %. Частка іспаномовних становила 2,2 % від усіх жителів.
За віковим діапазоном населення розподілялося таким чином: 19,4 % — особи молодші 18 років, 63,4 % — особи у віці 18—64 років, 17,2 % — особи у віці 65 років та старші. Медіана віку мешканця становила 47,0 року. На 100 осіб жіночої статі у місті припадало 95,8 чоловіків;  на 100 жінок у віці від 18 років та старших — 87,5 чоловіків також старших 18 років.
За межею бідності перебувало 35,0 % осіб, у тому числі 52,9 % дітей у віці до 18 років та 42,9 % осіб у віці 65 років та старших.
Цивільне працевлаштоване населення становило 59 осіб. Основні галузі зайнятості: виробництво — 27,1 %, освіта, охорона здоров'я та соціальна допомога — 22,0 %, фінанси, страхування та нерухомість — 15,3 %, роздрібна торгівля — 11,9 %.